# Alex Cret
Alex Cret (9 de febrero de 2002) es un deportista rumano que compite en judo. Ganó una medalla de bronce en el Campeonato Europeo de Judo de 2024, en la categoría de –90 kg.

## Palmarés internacional
| Campeonato Europeo | Campeonato Europeo | Campeonato Europeo | Campeonato Europeo |
| Año                | Lugar              | Medalla            | Categoría          |
| ------------------ | ------------------ | ------------------ | ------------------ |
| 2024               | Zagreb (Croacia)   | Medalla de bronce  | –90 kg             |